# 石崎日梨
石崎 日梨（いしざき ひな、1999年〈平成11年〉1月23日 - ）は、日本の女優、モデル、タレント。千葉県袖ケ浦市出身。所属事務所はHONEST。

## 略歴
2012年「第13回全日本国民的美少女コンテスト」出場を機に芸能界入り。
2013年、タカラレーベンCM選挙にて2ndチャンピオンとなり、CM単独初出演。
同年、講談社主催のミスiD2014にてファイナリストとなり、個人賞竹中夏海賞を受賞。
2015年、駿台予備学校イメージモデルに抜擢。
2015年、J-COM夏の高校野球東西東京大会にて、「夏の女神」として生放送番組のメインMCに抜擢。
2016年、渡辺直美と共にNHK Eテレ「高校講座ベーシック英語」のレギュラーに抜擢。
2019年、京成電鉄の情報誌「京成らいん」のカバーガールに抜擢され、「第18回京成グループ花火ナイター」にて初の始球式を務めた。
2022年2月17日発売の『週刊ヤングジャンプ』にて初のグラビアに挑戦し、ビキニ姿を解禁した。
同年6月17日、オスカープロモーションからHONESTに移籍したことを発表。
2025年、柏レイソルのPRアンバサダーに就任した。

## 人物
千葉県袖ケ浦市生まれ。小学校の時に東京都千代田区に引っ越してきた。
- 特技 - クラシックバレエを3歳から習っており、牧阿佐美バレエ団『くるみ割り人形』にてクララ役を務め、新国立劇場バレエ団の公演に出演した経験を持つ[10]。
- 猫を2匹飼っている。
- 趣味はヘアアレンジ、ショッピング、スポーツ観戦、映画・ドラマ鑑賞、動物とふれあうこと。

## 出演

### 賞・イメージモデル
- タカラレーベンCM - 2ndチャンピオン
- 講談社ミスiD2014 - 竹中夏海賞
- 駿台予備学校 - 2015年度イメージモデル
- J-COM夏の高校野球東西東京大会 夏の女神
- 京成電鉄「京成らいん」 - イメージモデル

### テレビドラマ
- オトナヘのトビラTV（NHK Eテレ）
- 内村とざわつく夜（TBSテレビ ）
- ビンタ!弁護士事務局ミノワが愛で解決します（2015年、日本テレビ） - 酒井明日香 役
- オトナヘノベル（2015年、NHK Eテレ） - 主演・あゆな 役
- 月曜ゴールデン「世田谷駐在刑事3」（2015年、TBSテレビ）
- プレミアムドラマ「卒業までの7日間」（2017年、C CHANNEL） - 由衣 役
- パーフェクトワールド（2019年、フジテレビ）
- 十津川警部の事件簿 第2作「悪夢」（2021年11月22日、テレビ東京） - 永井美幸 役
- テッパチ! 第10話（2022年9月7日、フジテレビ）
- エルピス-希望、あるいは災い-（2022年10月24日 - 12月26日、関西テレビ放送・フジテレビ） - 山内ひかり 役[11]
- Zドラマ 恋愛デスマッチ『国宝級彼氏オーディション』(2023年2月22日〜、Hulu) 第3話 - みさと役
- あざとくて何が悪いの? あざと連ドラ第7弾 『あざといタイプAtoZ』(2023年4月9日〜、テレビ朝日) - 梨香 役
- トリリオンゲーム 第3話 (2023年7月28日、TBS)
- 相棒 Season22 第4話（2023年11月8日、テレビ朝日） - 久保崎美由 役
- 家政夫のミタゾノ 第7シーズン 第3話（2025年1月28日、テレビ朝日） - 川都絵里 役

### テレビ番組
- 夏の高校野球東西東京大会（2015年） - MC
- 高校講座ベーシック英語（2016年 - 、NHK Eテレ） - レギュラー
- いただきハイジャンプ（2017年、フジテレビ）
- バズリズム（2017年、日本テレビ） - 「バズ女が探リズム」レギュラー
- ザ・サンデー千葉市（2019年 - 2022年3月、千葉テレビ放送） - レギュラー
- そんなコト考えた事なかったクイズ!トリニクって何の肉!?（2019年、朝日放送テレビ）
- マツコの知らない世界（2021年、TBSテレビ） - かた焼きそばの世界
- あざとくて何が悪いの?  (2023年4月23日、30日、テレビ朝日) - あざと連ドラ第7弾 『あざといタイプAtoZ』- 梨香 役
- あざとくて何が悪いの? (2023年10月19日、テレビ朝日) - VTRメイン出演 チヒロ 役
- Rising Reysol (2025年1月 - 、千葉テレビ放送) - MC

### CM
- タカラレーベン 2ndシーズンチャンピオン（2013年）
- 富士フイルム「X-T1篇」（2014年）
- HITACHI「冷蔵庫篇」（2014年）
- 駿台予備学校（2015年）
- 東京ディズニーシー「春のキャンパスパスポート」（2015年）
- エステー「脱臭炭女子高生篇」（2015年）
- ミクシィ モンスターストライク「蛭子と七つの大罪 ペットボトル篇」（2017年）
- AOKI「就活はAOKI」（2018年）
- ユニバーサルスタジオジャパン「ワンピースプレミアショー篇」（2018年）
- タップル（2019年 - 2023年）
- 眼鏡市場「ZEROGRA NEO」メイン

### 雑誌
- 週刊ヤングジャンプ12号（2022年2月17日）- 巻末グラビア
- 週刊ヤングジャンプ51号（2022年11月17日）- センターグラビア
- ビッグコミックスピリッツ（2023年1月30日）- 表紙・巻頭グラビア
- 美人百花10月号（2023年9月12日）

### スチール
- LION 「歯の学校」表紙（2014年）
- グリコ乳業「朝食りんごヨーグルト」（2014年）
- 第23回全日本高等学校女子サッカー選手権大会 ポスター（2014年）
- 「2015年度 駿台予備学校イメージモデル」（2015年）
- 大塚製薬 ポカリスエット（2016年）
- さがみ湖プレジャーフォレスト「マッスルモンスター」（2017年）
- サンリオ いちご新聞（2019年）
- 京成電鉄 「下町日和きっぷ」（2019年）
- 京成電鉄 「京成らいん」（2019年 - ）
- 中央労働災害防止協会 年末年始ポスター（2019年）

### 映画
- MARS〜ただ、君を愛してる〜（2016年）
- きょうのキラ君（2017年）
- L♡DK ひとつ屋根の下、「スキ」がふたつ。（2019年） - ユキ 役

### ラジオ
- J-WAVE 「TOKYO MORNING RADIO」-TEEN'Sレポーター（2016年）
- 宮澤ミシェルサッカー倶楽部（2021年 - 2022年）

### MV
- ユニバーサルミュージック・まるりとりゅうが「気まぐれな時雨」[12]

### イベント
- TOKYO IDOL FESTIVAL ミスiD
- 京成グループ 第19回「京成グループお客様感謝フェスティバル」（2019年6月1日・2日）
- 京成電鉄「第18回京成グループ花火ナイター」始球式 千葉ロッテマリーンズvs東北楽天ゴールデンイーグルス（2019年7月27日）

### WEB
- 味の素 Blendy 特濃ムービーシアター 「旅立ち篇」 - 親友ハナ子役（2015年）
- Yahoo!iPortal 連載企画「スマホガールたちのホンネ」vol.5（2015年）
- 資生堂「SHISEIDO2019（Spring・Summer）BRAND MOVIE」（2018年）

### 舞台
- 絵画回廊（2018年） - ヒロイン・リリー・カニンガム役[13]